# Dosżan Ospanow
Dosżan Ospanow (kaz. Досжан Оспанов; ur. 3 maja 1986) – kazachski bokser, mistrz Azji w wadze superciężkiej z 2011 roku.

## Sportowa kariera

### Boks amatorski
W czasach juniorskich i na początku kariery seniorskiej startował w wadze ciężkiej (91 kg). W 2005 roku został w niej mistrzem Kazachstanu. Następnie przeszedł do wagi superciężkiej (ponad 91 kg). W 2008 roku w Kazaniu zdobył srebrny medal uniwersyteckich mistrzostw świata. W kolejnych latach był trzykrotnie z rzędu wicemistrzem kraju w wadze superciężkiej (2009-2011), za każdym razem przegrywając w finale z Iwanem Dyczko.
W 2011 roku znalazł się w kadrze Kazachstanu na mistrzostwa Azji w Inczonie. W ćwierćfinale turnieju wagi superciężkiej pokonał mistrza Indii Aruna Kumara (21:15). W półfinale zmierzył się z faworytem zawodów, obrońcą tytułu i wicemistrzem olimpijskim Zhangiem Zhileiem. Pokonał go minimalnie na punkty po wyrównanej walce (16:15), stając się tym samym pierwszym w historii kazachskim pięściarzem, który zdołał pokonać utytułowanego Chińczyka. W walce o złoty medal Ospanow wygrał z mistrzem Iranu, Abdulmajidem Sepahvandim (18:13).

### Boks zawodowy
W 2009 roku stoczył w Astanie jedyną w swej dotychczasowej karierze walkę zawodową (w kategorii juniorciężkiej), którą wygrał przed czasem.